# Toirdelbach Ua Conchobair
Toirdelbach Mór mac Ruaidri Ua Conchobair (anglais Turlough O' Connor) (1088 † 1156) roi de Connacht et Ard ri Érenn (1120/1121-1156). Dans la décennie 1120 il réussit à imposer de manière précaire sa suprématie sur les autres souverains d'Irlande ce qui justifie que les historiens postérieurs le considèrent comme un « Ard ri Erenn co fressabra »  c'est-à-dire  « Haut-roi en opposition ».

## Origine
Toirdelbach Mór mac Ruaidri Ua Conchobair anglicisé en  Turlough O’Connor, descendant de Cathal mac Conchobair, il est le fils de Ruaidri na Saide Buide Ua Conchobair roi de Connacht (1087-1092 († 1118) et de Mór († 1088) la fille de Toirdelbach Mór mac Taigd Ua Briain roi de Munster et Ard ri Érenn.
Toirdelbach est un nom typique de la dynastie des Ua Briain, Toirdelbach Ua Conchobair porte le nom de son grand-père maternel, car ce dernier a joué un rôle important dans la défaite et la mort du père de Ruaidri na Saide Buide Ua Conchobair en 1067, obligeant ensuite Ruaidrí lui-même à se soumettre en 1076. Le mariage entre Ruaidrí et Mór est bref. Elle meurt l'année de la naissance de son fils Toirdelbach en donnant naissance à la fille d'un autre époux, Máel Sechlainn Bán mac Conchobair Ua Máel Sechlainn, roi de Mide († 1087). Quatre ans plus tard Ruaidrí est aveuglé par le roi rebelle de l'ouest du  Connacht, Ua Flaithbertaig, et en 1093 Muirchertach Ua Briain  bannit temporairement la totalité de la famille Ua Conchobair au Tír Eoghain, et installe dans leur patrimoine un roi fantoche du sud Connacht, Gilla na nóeb Ua hEidin († 1100).
La dynastie des Ua Conchobair revient au Connacht, et s'oppose non seulement aux Ua Flaithbertaig, mais aussi aux Ua Ruairc rois de l'est du Connacht ou royaume de Bréifne, qui aspirent aux aussi à la royauté  provinciale. En 1106 Domnall le fils de Ruaidrí Ua Conchobair est déposé par ses sujets et son demi-frère âgé de 18 ans Toirdelbach est installé comme roi par Muirchertach Ua Briain, son oncle maternel, à « Áth an termoinn » peut-être près de Termonbarry  dans le Roscommon comme souverain local du cœur des territoires des Ua Conchobair ou Síl Muiredaig soit approximativement l'actuel comté de Roscommon et le nord-est du comté de Galway. 
Le même Muirchertach Ua Briain installe également dans le royaume voisin de Mide Murchad Ua Máelsechlainn, le père de Órlaith († 1115) et Tailtiu († 1127/1129), deux des premières femmes de Toirdelbach Ua Conchobair.

## Roi de Connacht
Sa première expédition guerrière comme roi du Síl Muiredaig en 1110 est réalisée contre Ua Fergail de Conmaicne dans le moderne comté de Longford et contre  Termonn Da Beoóc vers le Lough Erne en 1111, Toirdelbach Ua Conchobair semble être à cette époque un auxiliaire de son oncle maternel, Ua Briain, et de son beau-père, Ua Maelsechlainn, contre les Ua Ruairc  du Bréifne et Domnall MacLochlainn, suzerain du nord de Irlande, qui avait effectué un grand raid au Connacht en 1110. Toutefois en 1114 l'Ard ri Erenn, Muirchertach Ua Briain, tombe gravement malade et Toirdelbach, comme Murchad Ua Maelsechlainn, portent leur allégeance à Domnall MacLochlainn et se joignent à lui lors d'une invasion au cœur des domaines des Ua Briain aussi loin que Tulla, dans le comté de Clare où Toirdelbach permet la conclusion d'un accord de paix entre Diarmait le frère usurpateur de  Muirchertach et les armées coalisées du nord.
Aussitôt rétabli Muirchertach Ua Briain tente de  recouvrer son autorité en envahissant le Leinster et Mide, alors qu'Ua Conchobair doit surmonter une rébellion au Connacht conduite par son frère Domnall et Ua Fergail avec l'assistance de Ua Briain. À peine son frère capturé, Toirdelbach est la victime d'une tentative d'assassinat dans l'ouest du Connacht à Áth Bó, près de Tuam. Cette période d'opposition marque pourtant le début de l'expansion du pouvoir de Toirdelbach à partir de son domaine initial du Síl Muiredaig  à l'ensemble de la province du Connacht. Avant la fin de 1115 il effectue des raids punitifs  contre le territoire des Ua Briain le Thomond ou nord du Munster, il ravage aussi le domaine d'Ua Fergail dans le Conmaicne et l'ouest du Mide en utilisant une flotte sur la rivière Shannon, et oblige  Murchad Ua Maelsechlainn à la soumission. À la fin de cette campagne il fait don à l'église de Clonmacnoise d'un partie de son butin soit une corne à boire dorée, un calice d'argent, et une patène en cuivre doré.
Poursuivant son conflit dynastique avec les Ua Briain, Toirdelbach Ua Conchobair  envahit et détruit le palais de Kincora leur résidence royale au cœur du Thomond en 1116. Il libère tous les prisonniers capturés pendant cette campagne en l'honneur de saint Flannán, le saint patron du diocèse de Killaloe. Après la mort de Diarmait Ua Briain en 1118, Toirdelbach conduit ses armées du Connacht, de Bréifne, et Mide vers le sud jusqu'à Glanmire, dans le comté de Cork, et il restaure ostensiblement Muirchertach Ua Briain comme roi de Thomond. En même temps il conclut un traité avec Tadg Mac Carthaig afin de diviser la province de Munster, donnant le Desmond ou sud Munster à Mac Carthaig et le Thomond aux fils de Diarmait Ua Briain
Ensuite Ua Conchobair se joint à Murchad Ua Maelsechlainn afin de soumettre la province de Leinster et les Ostmen de Dublin; et en 1119 il utilise les forces du Leinster afin de soumettre totalement le Munster, après la mort de Muirchertach Ua Briain après cinq années de maladie coupées de rémissions.
Sa disparition ravive les prétentions de Domnall MacLochlainn au titre d'Ard ri Erenn désormais appuyé par Murchad Ua Maelsechlainn, roi de Mide. En 1120, les attaques initiales d'Ua Conchobair contre Ua Maelsechlainn sont stoppées par Mac Lochlainn qui entre lui aussi dans le Mide avec son armée, Toirdelbach doit traiter. Plus tard dans l'année il fait construire deux nouveaux ponts l'un sur le Shannon et l'autre sur la rivière Suck afin de faciliter les raids du Connacht sur le royaume de Mide. Il expulse Ua Maelsechlainn dans le nord, et célèbre la fêre Tailtiu, une antique assemblée, traditionnellement associée avec la Haute royauté d'Irlande.

## Ard rí Erenn
Toirdelebach Ua Conchobair revendique le titre d’Ard ri Érenn confisqué par les Uí Néill aux Ua Conchobair depuis plus de 600 ans. Toirdelebach maintient énergiquement sa souveraineté. En 1121, il envahit le Munster afin d'affirmer sa puissance; il pille même le monastère de Lismore qui venait d'être réformé. L'année suivante Énna Mac Murchada, roi de Leinster lui fait sa soumission.
En 1123, Toirdelbach prend des otages au nouveau roi de Desmond, Cormac Mac Cárthaigh, mais il demeure menacé jusqu'à la mort de Mac Carthaig en 1138 par l'ambition tenace de ce dernier d'unir sous son autorité tout le Munster et d'imposer sa suzeraineté à l'Osraige et au Leinster. Ua Conchobair riposte à une révolte en 1124 de Ua Maelsechlainn, Mac Murchada, Mac Carthaig, et Tigernán Ua Ruairc, le nouveau roi de Bréifne, en ravageant le royaume de Mide, en tuant les otages de Mac Carthaig et en construisant trois châteaux au Connacht, à Dunlo près de Ballinasloe, à Galway, et à Collooney dans l'actuel comté de Sligo.
Ces grands travaux  qui comprennent, en 1129, la construction du château d'Ath-Luqain et d'un pont, sont une caractéristique du règne de Toirdelbach Ua Conchobair Une autre caractéristique est la division des territoires soumis et l'imposition de la nomination de rois sujets. En 1125, il se joint à Ua Ruairc pour bannir Ua Maelsechlainn et diviser le royaume de Mide en trois. Après la mort de Énna Mac Murchada en 1126, il nomme son propre fils Conchobar Ua Conchobair comme roi de Dublin et de Leinster. Lorsque le Leinster se révolte l'année suivante, Toirdelbach impose un autre roi de son choix. Cependant, en 113], Cormac Mac Carthaig fait une attaque contre le Connacht allié avec Conchobar MacLochlainn († 1136), le « roi du nord », et bien que Toirdelbach les repousse, sa puissance se trouve réduite à sa propre province pour quelques années.
Son propre fils Conchobar Ua Conchobair, roi de Síl Muiredaig, et son vassal Ua Cellaig se soumettent à Murchad Ua Maelsechlainn, roi de Mide, en 1135. En 1138, Toirdelbach redresse la situation en envahissant de nouveau le Mide allié avec Tighernan Ua Ruairc et Donnchad Ua Cerbaill, roi de Airgialla. En 1140, il fait ériger des ponts sur le Shannon à Athlone et Lanesborough, et l'année suivante Murchad Ua Maelsechlainn renouvelle sa soumission. Puis, en 1143, Ua Conchobair arrête Ua Maelsechlainn, apparemment pour sa collusion avec le Munster, et impose son propre fils Conchobar Ua Conchobar comme roi de Mide. Six mois plus tard Conchobar est assassiné par Ua Dubhlaich, un chef local du Mide, après quoi Toirdelbach, après une bataille « comme au Jour du Jugement », exige une amende de 400 vaches et divise le Mide d'abord entre Ua Ruairc, Diarmait MacMurchada, et un Ua Maelsechlainn sujet, puis entre Murchad Ua Maelsechlainn et un parent.
Les relations de Toirdelbach Ua Conchobair avec ses autres fils ne sont pas aussi affectueuses. Il charge Conchobar d'aveugler son autre fils, Áed dont la mère est  Derbforgaill († 1151), fille de Domnall MacLochlainn, et emprisonne son héritier présomptif Ruaidri Ua Conchobair, en 1136 et de nouveau en 1143, mais il est obligé de le relâcher lorsque l'Église et des laïcs acceptent de se porter garants de sa conduite. Ce n'est pas la seule occasion où  Toirdelbach Ua Conchobair se soumet à l'influence de l'Église.

### Relations avec l'Église
C'est aussi dans cette période troublée que se tient en 1152, le synode de Kells-Mellifont. Le cardinal Johannès Papiron légat du Pape et 300 ecclésiastiques rassemblés à cette occasion, organisent l’Irlande en 36 diocèses et quatre archevêchés (Cashel, Tuam, Dublin et Armagh). Il marque véritablement la fin de l’ère des anciens monastères « celtiques » et l’affirmation de la puissance d’une Église séculière romaine. L’archevêque d’Armagh successeur de saint Patrick obtient le statut de primat, ce qui met un terme à la domination de Cantorbéry sur l’Église d’Irlande.
Toirdelbach fait preuve de dévotion envers une relique de la Sainte Croix amenée en Irlande en 1123, et lui consacre un lieu de pèlerinage à Roscommon, il ordonne la construction de la Croix de Cong pour l'abriter ou une relique semblable, il dote et clos de l'établissement ecclésiastique de Tuam en 1127 et  organise une visite métropolitaine du Connacht par l'archevêque réformateur d'Armagh Gilli Meic Liac mac Diarmata meic Duaidri dit Gelasius, en 1140 et à nouveau en 1151. Dans son testament, il lègue à diverses églises; 160 onces d'or, 60 d'argent et tous ses biens meubles à l'exception de ses armes et de ses cornes à boire.

## Dernières années
Les dernières années de la vie de Toirdelbach voient la montée de la puissance de Muirchertach MacLochlainn, le petit-fils de Domnall MacLochlainn, qui règne sur le nord et commence à émettre des prétentions au titre d'Ard ri Erenn vers 1149. En 1150, Ua Conchobair donne des otages à MacLochlainn, et reçoit en contrepartie une portion du royaume de Mide. Il commence immédiatement une guerre contre Toirdhelbach mac Diarmata Ua Briain († 1167) qui culmine avec la victoire de Móin Mór en 1152, suivie par une nouvelle partition du Munster par Ua Conchobair en 1153 entre les Mac Carthaig et les Ua Briain, avant que Muirchertach MacLochlainn intervienne et impose la restauration de Toirdhelbach mac Diarmata Ua Briain.
Une guerre aux résultats peu concluants éclate en 1154 entre MacLochlainn et Toirdelbach Ua Conchobair, désormais bien secondé par son fils Ruaidrí. En 1156, Toirdelbach traverse le Lough Derg et obtient de nouveaux des otages des Ua Briain. Le conflit se termine au bénéfice de MacLochlainn du fait de la mort de Toirdelbach en 1156 à l'âge de 68 ans. Il est inhumé près de l’autel de saint Ciaran à Clonmacnoise, et son fils  Ruaidrí lui succède comme roi du Connacht, et après 1166 comme Ard ri Erenn, mais c'est un autre de ses fils, Cathal Crobderg Ua Conchobair, qui sera l'ancêtre de la lignée principale des Ua Conchobair postérieurs.

## Unions et descendance
Toirdelbach Ua Conchobair contracta six mariages politiques avec :
Caillech Dé Ní Eidin, Órfhlaith Ní Mailshechlainn († 1115), Mór Ní Lochlainn, († 1122), Tailltiu Ní Mailshechlainn († 1128), sœur d'Órfhlaith, Derbforgaill Ní Lochlainn, († 1151), Dubhcobhlach Ní Maíl Ruanaid, († 1168), dont :
- Conchobar  éphémère roi de Mide,  tué en 1144  par O’Dubhlaich un chef de clan de Mide;
- Ruaidri Ua Conchobair son successeur roi de Connacht ;
- Domnall Midheach († 1176) ;
- Aedh Dall († 1194), aveuglé par son père pour rébellion en 1136;
- Tadgh meurt pendant une épidémie en 1145 ;
- Cathal Crobderg Ua Conchobair roi de Connacht (1189-1190) et (1202-1224) ;
- Brian Breifnech, aveuglé par son frère Ruaidri en 1156 ;
- Brian Luignech († 1181) ancêtre des O'Connor Sligo;
- Magnus († 1181) ;
- Muirchertach Muimnech († 1210);
- Máel Isú coarb de Roscommon († 1223).

## Sources
- (en) Francis John Byrne, Irish Kings and High-Kings, Courts Press History Classics Dublin (2001)  (ISBN 1 851 82 1961)
- (en) Donnchadh Ó Corráin, Ireland before the Normans, Dublin, Gill & Macmillan, 1972, p. 150-162 The Struggles of Turlough O Connor (1114-1156)
- (en) Katharine Simms « Toirdelbach Mór Ua Conchobair [Turlough the Great O'Connor] (1088–1156) », Oxford Dictionary of National Biography, Oxford University Press, 2004.
- (en) T.W Moody, F.X. Martin, F.J. Byrne A New History of Ireland IX Maps, Genealogies, Lists. A companion to Irish History part II . Oxford University Press réédition 2011  (ISBN 9780199593064).